# Кони Ајланд (Мисури)
Кони Ајланд (енгл. Coney Island) град је у америчкој савезној држави Мисури.

## Демографија
По попису из 2010. године број становника је 75, што је 19 (-20,2%) становника мање него 2000. године.
| Група             | 2000.      | 2010.      |
| Белци             | 93 (98,9%) | 73 (97,3%) |
| Афроамериканци    | 0 (0,0%)   | 1 (1,3%)   |
| Азијати           | 0 (0,0%)   | 0 (0,0%)   |
| Хиспаноамериканци | 0 (0,0%)   | 0 (0,0%)   |
| Укупно            | 94         | 75         |